# Biologická stabilita
Biologická stabilita je míra, do jaké mohou látky organického původu podléhat biologickému rozkladu. Je charakterizována jako „vlastnost organických materiálů málo ubývat a zachovávat originální fyzikální a chemické vlastnosti.“
Biologická stabilita je jedním z kvalitativních znaků kompostů, produktů mechanicko biologické úpravy zbytkových komunálních odpadů před uložením na skládky i jiných odpadů či materiálů organického původu.

## Biologická stabilita a zralost
Podobným termínem je zralost, která se definuje takto: „zralost znamená, že energie a živiny byly převedeny do stabilní organické hmoty.“
Není zcela jasně stanoven rozdíl mezi zralostí a stabilitou kompostů. Tyto vlastnosti spolu zcela jistě velmi úzce souvisí. Pojem (biologická) stabilita je však v literatuře používán více v souvislosti s potenciální možností materiálu rozkládat se, přeměňovat, případně uvolňovat zápašné látky či skládkový plyn, zatímco zralost je chápána více v souvislosti s možnou fytotoxicitou v případě aplikace nezralých materiálů k rostlinám.

## Stanovení
Na stanovení biologické stability doposud neexistuje jednotná a obecně používaná metoda, existuje však velké množství metod:
1. Respirační a amonifikační testy (Novák, Apfelthalaer, 1964)
2. Index klíčivosti semen (biozkouška) (Reichlová, 1991)
3. Index biologické stability (Lemaire, 1997)
4. Samozáhřevný test (US EPA, 1996)
5. BSK5/CHSK (Adani et al, 2003a)
6. Poměr humínových kyselin a fulvokyselin
7. Stanovení počtu chaetomií (Anonym, 1970)
8. Změny salinity kvůli mineralizaci
9. Syntéza nových sloučenin a jejich fytotoxicita (případně stimulační efekt)
10. SOUR (Lasaridi and Stantiford, 1998)
11. ASTM 96 h (US EPA, 1996)
12. Sapromat (Cossu et al., 2001)
13. Metoda AT4 (Binner, 2002)
14. Produkce bioplynu za 21 dní (Binner, 2002)
15. SOLVITA (Adani et al., 2001)
16. Statický respirační index (SRI) (Scaglia et al, 2000)
17. Dynamický respirační index (DRI) (di.pro.ve) (Scaglia et al., 2000)

Dnes se v Evropě používá především metoda DRI a AT4